# Luis Henríquez
Luis Henríquez (Panama, 23 novembre 1981) è un calciatore panamense, difensore del Tauro e della Nazionale panamense.

## Nazionale
Nel 2003 ha debuttato con la maglia della nazionale panamense.
Viene convocato per la Copa América Centenario del 2016.

## Palmarès

### Competizioni nazionali
- Campionato polacco: 2

Lech Poznań: 2009-10, 2014-15
- Coppa di Polonia: 1

Lech Poznań: 2008-2009